# プロ野球 ファミスタDS2009
『プロ野球 ファミスタDS2009』（プロやきゅう ファミスタディーエス2009）は、バンダイナムコゲームス（ナムコレーベル）が2009年4月2日に発売したニンテンドーDS用ソフト。
DSにおけるファミスタシリーズ第2作。

## 概要
本作品より再びプロ野球開幕に合わせての発売となり、選手データは2009年開幕予想データが収録されている。
ダイビングキャッチやハーフスイング等の操作や、投手・打者のデータが常時表示されるようになるなど、前作では簡略化されていた従来のファミスタ要素が復活している。
また今作から、選手の育成要素が加わった。選手がメンバーに入っていると経験値が入り、活躍すると経験値が多くなる。そして経験値が一定量に達するとレベルが上がり、能力が向上する。この他、選手を入手する際のカードのダブりでもレベルが上がる。
さらに選手カードには、色違いの金カード・銀カードが個別に設定されている選手もある（青色のノーマルカードでも存在するため、これらの選手は2枚カードが存在することになる）。金カード・銀カードは選手の基本能力が引き上げられており、特殊スキルが初期状態から付加されている。因みに、ノーマルカードでは初期状態では特殊スキルが無く、レベルが上がらないと追加されない。

## 球場
前作にあった4球場に加え、特殊な形状の8球場が追加されている。
- ピッカリスタジアム
- かせんじき球場
- ファミスタドーム
- がいこくパーク
- もろこしフィールド
- キャニオンウインド
- せんごく球場
- げつめんコロニー
- ディスコアリーナ
- シーサイドパーク
- おもちゃランド
- ほっきょくフィールド